# 冠軍之夜

致命復仇官方標誌

冠軍之夜（英語：Night of Champions），原名致命復仇（英語：Vengeance），是世界摔角娛樂（WWE）每年一度的世界摔角娛樂付費收看節目（WWE Pay-Per-View）之一，通常於每年6月時舉行。第一屆的致命復仇大賽於2001年12月9日舉辦，用以代替原來的世界末日（Armageddon）賽事，因為當時剛發生九一一襲擊事件，世界摔角娛樂覺得世界末日這個字眼太敏感，考慮到社會大眾的觀感後，世界摔角娛樂決定把即將舉辦的世界末日大賽，臨時改名為致命復仇。隔年世界末日大賽從新舉辦，而致命復仇大賽則取代掉Fully Loaded大賽，並開始於每年7月舉辦。2003年本賽事由SmackDown舉辦，2004年至2006年則由WWE Raw舉行。2005年時和迎頭痛擊對調舉辦時間，改為每年6月舉辦。
2007年的大賽增加了副標題，變為致命復仇：冠軍之夜（英語：Vengeance: Night of Champions），並在賽程中讓世界摔角娛樂裡全部9個冠軍頭銜的爭奪戰都排入當晚的大賽，因為頗受好評，在2008年起正式改名為冠軍之夜，並以所有冠軍爭霸戰齊聚一堂為賣點。2015年改名为冠军冲突（英語：Clash of Champions）

## 外部連結
- 冠軍之夜官方網站（页面存档备份，存于）
- 致命復仇官方網站（页面存档备份，存于）